# Bielsk Podlaski
Bielsk Podlaski est une ville de la voïvodie de Podlachie, dans le nord-est de la Pologne. Sa population s'élevait à 26 465 habitants en 2013.

## Jumelages
- Svetlahorsk (Biélorussie)
- Łuck (Ukraine)

| Mois                              | jan. | fév. | mars | avril | mai | juin | jui. | août | sep. | oct. | nov. | déc. | année |
| --------------------------------- | ---- | ---- | ---- | ----- | --- | ---- | ---- | ---- | ---- | ---- | ---- | ---- | ----- |
| Température minimale moyenne (°C) | −6   | −6   | −2   | 2     | 7   | 10   | 12   | 11   | 8    | 4    | 0    | −4   | 3     |
| Température maximale moyenne (°C) | −3   | −3   | 4    | 11    | 17  | 20   | 21   | 21   | 16   | 11   | 4    | 1    | 11    |